# تينو سفن سوشتيش
تينو سفن سوشتيش (مواليد 13 فبراير 1992) هو لاعب كرة قدم. يلعب مع منتخب البوسنة والهرسك لكرة القدم. سبق له أن لعب في كأس العالم لكرة القدم مع منتخب بلاده.

## مسيرته الكروية
لعب تينو سفن سوشتيش خلال مسيرته الاحترافية مع 8 أندية في اثنا عشر موسمًا وسجل خلالها 25 هدفًا ضمن 156 مباراة. حيث فاز في موسم واحد بالكأس وفي موسم واحد بالدوري.
خاض تينو سفن سوشتيش مسيرته مع نادي ستاندارد لييج في موسم 2011–12 لمدة موسم واحد، لم يشارك في أي مباراة ولم يسجل أي هدف. ثم انتقل إلى نادي هايدوك سبليت في موسم 2012–13 ليلعب معه خمسة مواسم، حيث شارك في 104 مباراة سجل خلالها 19 هدفًا. لينتقل بعدها إلى نادي جينك في موسم 2016–17 لمدة موسم واحد، مشاركًا في 15 مباراة ولم يسجل أي هدف. ثم انتقل إلى نادي رويال أنتويرب في موسم 2017–18 لمدة موسم واحد، مشاركًا في مباراتين ولم يسجل أي هدف أيضًا. هذا وانتقل لاحقًا إلى نادي في في في فينلو في موسم 2018–19 لمدة موسم واحد، مشاركًا في 27 مباراة سجل خلالها 5 أهداف. ثم انتقل بعدها إلى نادي ساراييفو في موسم 2019–20 لمدة موسم واحد، مشاركًا في مباراتين سجل خلالها هدفًا واحدًا.

## روابط خارجية
- تينو سفن سوشتيش على موقع الاتحاد الدولي (مؤرشف)  (الإنجليزية)
- تينو سفن سوشتيش على موقع الاتحاد الأوربي (الإنجليزية)
- تينو سفن سوشتيش على موقع الاتحاد البلجيكي (الإنجليزية)
- تينو سفن سوشتيش على موقع قاعدة بيانات كرة القدم.إي يو (الإنجليزية)
- تينو سفن سوشتيش على موقع ناشيونال فوتبول تيمز (الإنجليزية)
- تينو سفن سوشتيش على موقع Soccerway.com (الإنجليزية)
- تينو سفن سوشتيش على موقع عالم كرة القدم.نت (الإنجليزية)
- تينو سفن سوشتيش على موقع AS.com (الإسبانية)